# فالج اسپراگ
فالج اسپراگ (به انگلیسی: Peleg Sprague) سناتور سابق عضو حزب ملی جمهوری‌خواه بود. وی در سال ۱۸۲۹ تا ۱۸۳۵ میلادی سناتور ایالت مین در سنای ایالات متحده آمریکا بود.